# Slotov
Slotov (německy Schlotten) je malá vesnice, část obce Heřmanice v okrese Náchod. Nachází se asi 2,5 km na severozápad od Heřmanic. V roce 2009 zde bylo evidováno 37 adres. V roce 2001 zde trvale žilo 41 obyvatel.
Slotov je také název katastrálního území o rozloze 1,65 km2.